# Luxia, Yanping
Luxia är en köping i sydöstra Kina. Den ligger i stadsdistriktet Yanping i staden Nanping i provinsen Fujian, omkring 110 kilometer nordväst om provinshuvudstaden Fuzhou. Antalet invånare är 11 834. Befolkningen består av 5 613 kvinnor och 6 221 män. Barn under 15 år utgör 18,0 %, vuxna 15-64 år 71 %, och äldre över 65 år 9,0 %.